# Cabeza de Camille Claudel
Cabeza de Camille Claudel con gorro frigio es una obra del escultor Auguste Rodin. Fue concebida en 1884 y ejecutada en 1911. Forma parte del acervo de Museo Soumaya Fundación Carlos Slim.

## Origen
Camille Claudel mostró vocación por la escultura desde una edad temprana. A los 18 años estudiaba bajo la tutela de Alfred Boucher, amigo de Rodin. Cuando este último sustituyó la clase en la que estaba Camille, conoció a la joven y trabajó como alumna en su taller. Fue durante esta primera etapa de colaboración cuando realizó el busto.

## Descripción
Esta escultura está hecha en pasta de vidrio con policromía. La técnica consiste en utilizar vidrio pulverizado mezclado con goma arábiga, pigmentos y esmaltes para crear una pasta que se utiliza para rellenar un molde en negativo. Posteriormente se calienta a altas temperaturas para hacer que el vidrio se derrita y ocupe todo el molde.
Sus dimensiones son 24.8x25.8x17 cm

A junio de 2016 la pieza se exhibe como parte de la exposición La Puerta del Infierno en Museo Soumaya, en su sede de Plaza Carso.

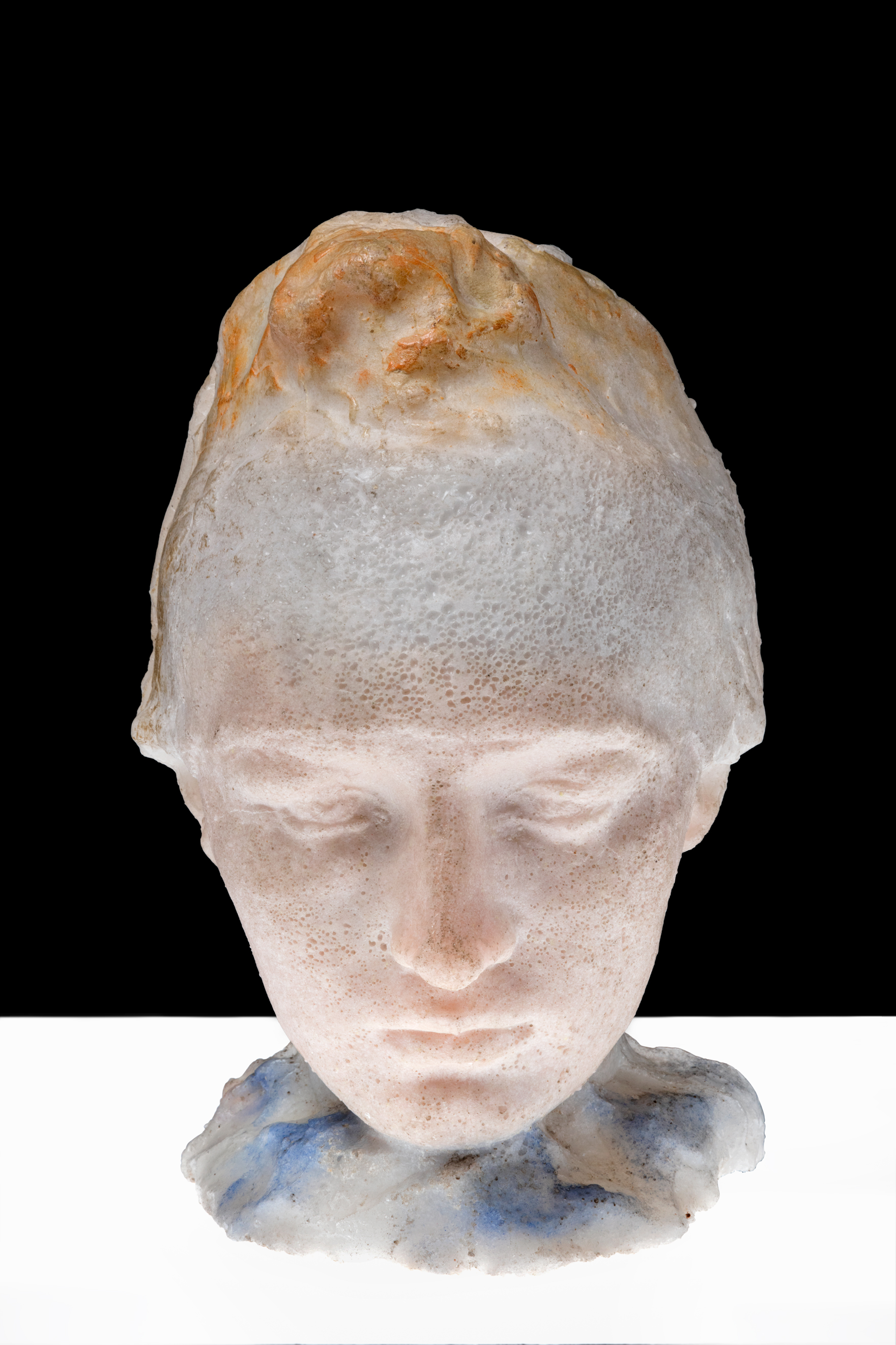
Vista de frente
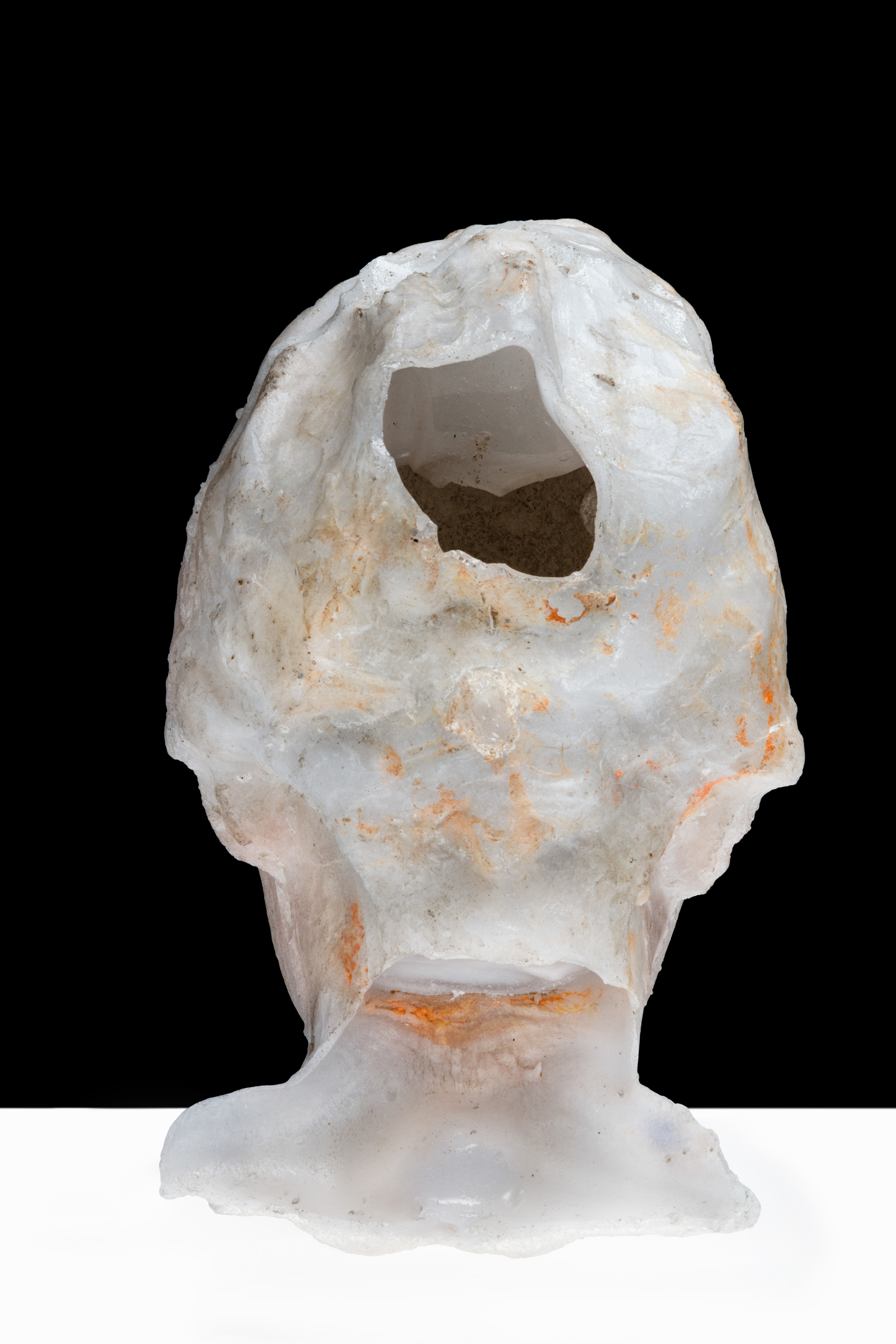
Vista desde atrás